# Valheim
Valheim ist ein Survival-Computerspiel des schwedischen Entwicklers Iron Gate Studio. Das Spiel erschien im Februar 2021 im Early-Access-Programm für Windows und Linux. Fokus des Spiels ist der kooperative Mehrspielermodus. Valheim hat sich über 10 Millionen Mal verkauft.

## Prämisse
Der Begriff „Valheim“ bezeichnet eine fiktive zehnte Welt innerhalb des Weltenbaums Yggdrasil der nordischen Mythologie. Das Spiel beginnt damit, dass der Spieler stirbt und in der Welt Valheim neu erwacht (Leben nach dem Tod oder Reinkarnation). Die Welt Valheim ist eine Variation des Fegefeuer-Motivs, eine Welt, die von Kreaturen des Chaos und uralten Feinden der Götter geplagt wird. Der Spieler hat die Aufgabe, dem Göttervater Odin zu helfen, dessen uralte Rivalen zu besiegen und Ordnung nach Valheim zu bringen.

## Spielinhalte
Valheim bietet klassische Survival-Spiel-Elemente. Der Spieler erstellt zunächst einen Charakter. Er wählt das Geschlecht, Haar- und Hautfarbe sowie Frisur. Danach muss er in einer prozedural generierten, dreidimensionalen, offenen Spielwelt überleben, sich gegen Feinde zur Wehr setzen und Ausrüstung herstellen. Das Spiel verwendet eine Third-Person- bzw. Verfolgerperspektive. Bis zu zehn Spieler können gemeinsam in einer Welt spielen. Dafür kann entweder ein Spieler ein Spiel für die anderen Spieler hosten oder ein dedizierter Server aufgesetzt werden. Kämpfe gegen andere Spieler (Player versus Player) sind optional und nur in gegenseitigem Einverständnis möglich.
Valheim beinhaltet keine klassische lineare Geschichte bzw. Handlung. Die Spielwelt beinhaltet verschiedene Biome, in welchen die Spieler auf zunehmend stärkere Gegner treffen. Um gegen diese zu bestehen, müssen Spieler sich aus neuen Materialien stetig stärkere Ausrüstung herstellen. Gelegentlich können schwere Bossgegner beschworen und besiegt werden und ein mögliches „Spielziel“ besteht darin, sämtliche Bosse zu finden und zu besiegen. Als Sandbox-Spiel obliegt es in Valheim allerdings dem Spieler, sich eigene Ziele in der Spielwelt zu setzen und es steht dem Spieler frei, ob und wann er die Bosse bekämpfen möchte.

„Valheim [ist] zwar im Herzen eine Sandbox, treibt uns aber auch durch klare Ziele voran, die uns weitere Mechaniken oder Teile der Welt eröffnen und gibt uns einen klar erkennbaren Fortschritt. Klingt ein bisschen wie bei Zelda - und ist es eben auch.“

Das Spiel beinhaltet ein Bausystem, welches es Spielern erlaubt, aus vorgefertigten Elementen eigene Gebäude und Strukturen zu errichten. Der Spieler kann außerdem verschiedene Boote, darunter Flöße und Langschiffe bauen, um die Spielwelt zu bereisen. Bereits besuchte Orte können mit Portalen verbunden werden, um sich schneller durch die Spielwelt zu bewegen (Teleportation). Das Spiel stellt den Spieler allerdings vor logistische Herausforderungen, da viele Rohmaterialien (z. B. Metallerze) nicht teleportiert werden können und per Schiff transportiert werden müssen. Zudem kann der Spieler verschiedene Wildtiere zähmen und züchten, angeln sowie Ackerbau betreiben.
Spielercharaktere haben Fähigkeiten, die sich durch Anwendung verbessern lassen. Wer beispielsweise viel Holz hackt oder mit Pfeil und Bogen auf die Jagd geht, steigert automatisch seine Fähigkeit und verrichtet die Tätigkeit in Zukunft effektiver. Auf diese Weise wird der Spieler selbst für simple Tätigkeiten mit einem gewissen Fortschritt belohnt.
Das Spiel verwendet bewusst eine Retro-Grafik, die an frühe 3D-Videospiele erinnert. Die Zeitschrift Gamestar spricht von einer „32-Bit-Krümeloptik“, viele Texturen sind „grob pixelig“ und die Modelle von Spielern und Monstern „anachronistisch eckig“. Die schlichte Darstellung kombiniert Valheim mit „absolut zeitgemäßen Beleuchtungs- und Atmosphäre-Effekten“.

## Entwicklung
Die Entwicklung von Valheim begann 2018 als Ein-Mann-Projekt des heutigen Iron-Gate-CEO Richard Svensson. Das Spiel basiert auf der Unity-Engine. Bis 2020 wurde das Team auf fünf Personen erweitert.
Valheim wurde am 2. Februar 2021 als Early-Access-Spiel auf der Plattform Steam veröffentlicht. Entwickler Iron Gate plante für mindestens ein Jahr im Early-Access-Status zu verbleiben. Eine Roadmap zeigt, welche Inhalte für das Jahr 2021 geplant waren. Laut PC Games Hardware war zum Veröffentlichungsdatum „Valheim vom Funktionsumfang her zu 75 Prozent und vom Inhalt her zu 50 Prozent fertig“.
Das Entwicklerteam hat sich innerhalb des ersten Jahres nach Veröffentlichung der Early-Access-Version in seiner Größe verdoppelt.

## Rezeption
Das Spiel Valheim entwickelte sich direkt nach der Veröffentlichung zu einem „überraschenden Steam-Hit“. Innerhalb weniger Wochen verkaufte sich das Spiel über 3 Millionen Mal. Nur eine Woche nach Veröffentlichung erreichte das Spiel über 130.000 gleichzeitige Spieler und überholte damit sogar beliebte Survival-Spiele wie Ark: Survival Evolved, zwanzig Tage nach der Veröffentlichung kam Valheim auf über eine halbe Million gleichzeitiger Spieler und war damit nach Counter-Strike: Global Offensive das zweitpopulärste Spiel auf Steam.
Fachmedien äußerten sich positiv:

„Der Steam-Hit Valheim ist schon jetzt ein Highlight für Survival-Fans.“

„Der Titel ist für Genreliebhaber bereits jetzt absolut empfehlenswert und wird in Zukunft wohl nur noch besser werden.“

„Bis jetzt ist Valheim [...] ein erstklassiges Survival-Spiel, das trotz oder vielleicht wegen seiner eher simplen Grafik überzeugen kann. Selbst schwächere Systeme kommen damit klar und machen es für eine breite Spielerschaft zugänglich.“

Die Fachwebseite Polygon betont lobend, dass Valheim das Rad nicht neu erfindet und viele altbekannte Mechaniken nutzt und sich doch spürbar aus der Masse der Survival-Spiele abhebt:

“All of the mechanics here have been done before in games like Ark or Conan Exiles, but the hard edges and frustrating grinds have been sanded down and smoothed away. In a genre so crowded with derivative, opaque, and downright broken titles, Valheim stands out by simply working well and making sense.”

„Alle Mechaniken wurden bereits zuvor von Spielen wie Ark oder Conan Exiles genutzt, aber die harten Kanten und frustrierenden Grinds wurden abgeschliffen und abgeschwächt. In einem Genre voller abgekupferter, undurchsichtiger und geradezu kaputter Titel sticht Valheim heraus, weil es einfach gut funktioniert und Sinn ergibt.“

Einige Beobachter verknüpften den Erfolg von Valheim mit der COVID-19-Pandemie. Für die Neue Osnabrücker Zeitung schreibt Christian Ströhl, das Wikinger-Spiel sei „genau richtig, um Lockdown und Corona-Einschränkungen zu entkommen“ und im Spiegel spekuliert Rainer Sigl, dass eine Erklärung für den Erfolg von Valheim der Wunsch nach einer Flucht aus der Realität sein könnte:

„»Valheim« ist purer, bitter nötiger Eskapismus, ein Jäger-und-Sammler-Idyll für eine hoch technisierte Gesellschaft im Lockdown – weit weg von globalen Krisen und persönlichen Einschränkungen.“

Bei allem Lob wurden jedoch auch einzelne Aspekte des Spiels kritisiert. So seien die Animationen von Charakteren und Monstern „steif und abgehackt“ schreibt Golem.de und heise online ergänzt: „in Sachen Steuerung und Präzision müssen sich die Schweden ein wenig Kritik gefallen lassen.“

### Auszeichnungen
- 2021: Game of the Year Award von PC Gamer[17]
- 2021: Nominiert als Best Debut Indie Game und Best Multiplayer Game bei den The Game Awards[18]
- 2021: Nominiert als Spiel des Jahres bei den Steam Awards[19]

### Verkaufszahlen
Einen Monat nach Veröffentlichung hatte sich die Early-Access-Version von Valheim über fünf Millionen Mal als Download verkauft. Im April 2022, nach etwas mehr als einem Jahr nach Veröffentlichung, gab Entwickler Iron Gate Studio bekannt, die Marke von 10 Millionen verkauften Exemplaren erreicht zu haben. Zu Spitzenzeiten ist das Spiel von über 500.000 Spielern gleichzeitig gespielt worden.